# Jan Mikołaj Żytkow

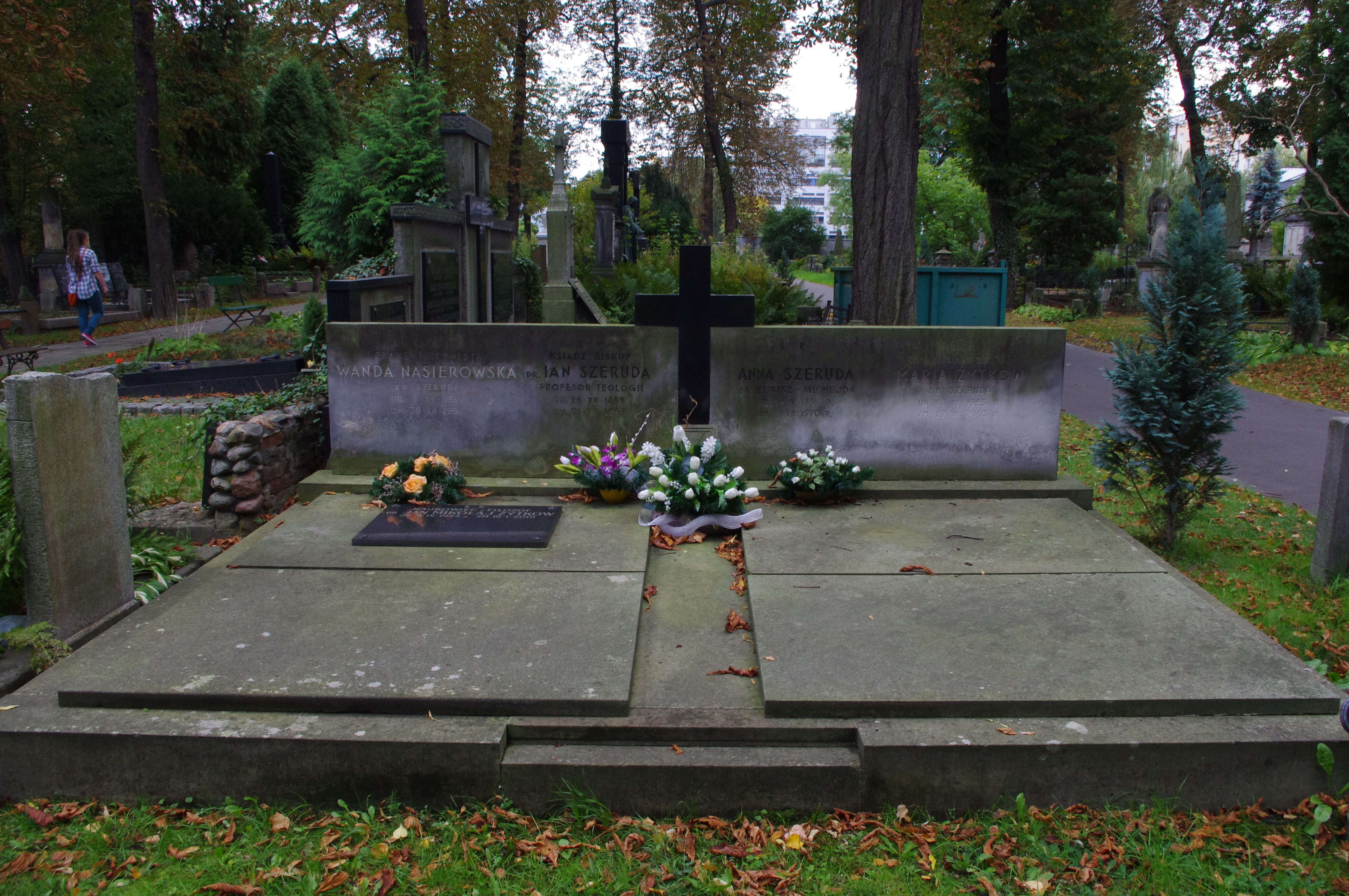
Hrob ve Varšavě

Jan Mikołaj Żytkow (též Jan Mikolaj Zytkow) (9. září 1944 – 16. ledna 2001) byl polský vědec, specializující se na počítačovou vědu, a filozof.

Od roku 1982 žil v USA, kde působil jako profesor v Pittsburghu, ve Wichitě a v Charlotte.